# Actinote comta
Actinote comta är en fjärilsart som beskrevs av Jordan 1910. Actinote comta ingår i släktet Actinote och familjen praktfjärilar. Inga underarter finns listade i Catalogue of Life.